# Houston Football Club
Houston FC é um clube americano de futebol que atualmente compete na USL League Two.

## História
Fundado em 3 de fevereiro de 2017, o clube disputou a sua primeira temporada na USL2 nesse mesmo ano, terminando em sexto da Divisão Meio-Sul, não se classificando para os playoffs, algo que voltou a se repetir em 2018 e 2019.